# Patagioenas leucocephala
Il piccione capobianco o colomba corona bianca (Patagioenas leucocephala Linnaeus, 1758) è un uccello della famiglia dei Columbidi originario di un’area che comprende la Florida meridionale, i Caraibi e il Centroamerica orientale.

## Descrizione
La principale caratteristica di questa specie è la sommità bianca della testa, alla quale deve l’appellativo comune di piccione «capobianco». Con una lunghezza di circa 33 cm e un peso che si aggira sui 260 g, supera leggermente le dimensioni medie del piccione «di città»; il corpo è ricoperto da un piumaggio blu-ardesia. La sommità del capo può essere utilizzate per distinguere i due sessi: il vertice dei maschi, infatti, è bianco candido, mentre quello delle femmine (e dei giovani) è bianco-grigiastro. Il becco è rosso con l’estremità bianca, le zampe sono rosa-rossastre, e le ali hanno le estremità smussate. Il richiamo della specie è ben udibile, e risuona stranamente come le parole who took two.

## Biologia
Il piccione capobianco si nutre principalmente di frutta, in particolare dei frutti dell’albero avvelenato (Metopium toxiferum), del fico strangolatore (Ficus aurea), del fico a foglie corte (Ficus citrifolia) e del blolly (Guapira discolor), ma all’occasione consuma anche insetti e piccole lumache. Sebbene venga spesso avvistato da solo, si alimenta generalmente in piccoli gruppi, e, dando prova delle sue capacità acrobatiche, talvolta rimane appeso a testa in giù mentre coglie frutti dalla chioma degli alberi più alti.
La stagione della nidificazione ha luogo normalmente tra maggio e settembre, ma può variare a seconda della disponibilità alimentare e del luogo. Il nido è spesso situato su un albero o un arbusto in una formazione di mangrovie, ed è poco più di una semplice piattaforma di ramoscelli. La nidificazione avviene di solito in colonie, ma talvolta una coppia può nidificare isolata. Quasi sempre, vengono deposte una o due uova bianco lucido, che il maschio cova durante il giorno e la femmina di notte. Dopo la schiusa, che avviene dopo 13-14 giorni, i pulcini vengono inizialmente alimentati esclusivamente con latte di piccione per alcuni giorni. L’involo ha luogo di solito dopo due-tre settimane. Quando il cibo è abbondante, il piccione capobianco può nidificare fino a quattro volte all’anno.

## Distribuzione e habitat
Il piccione capobianco vive nelle isole dei Caraibi, e il suo areale si estende dall’estremità meridionale della Florida peninsulare e dalle Florida Keys, attraverso le Bahamas e le Grandi Antille, fino alle Piccole Antille settentrionali, e lungo le coste di Yucatán (Messico), Belize, Honduras e Panama. Il maggior numero di esemplari si riscontra a Cuba, alle Bahamas, in Giamaica e ad Antigua.
Predilige due tipi di habitat, in quanto trascorre la notte sulle isolette di mangrovie al largo e va in cerca di cibo nelle foreste sempreverdi umide o semidecidue sulla terraferma adiacente. Preferisce le isolette di mangrovie alle foreste di mangrovie costiere poiché vi sono meno predatori, come il procione, suo principale nemico.

## Conservazione
Il degrado dell’habitat e la deforestazione sono i principali fattori di minaccia per il piccione capobianco. Un po’ in tutti i Caraibi, le foreste in cui in passato tale specie andava in cerca di cibo sono state distrutte per produrre carbone vegetale e creare terreni adatti all’agricoltura. Ad esempio, Haiti ha perso il 98,5% delle sue foreste e la Giamaica il 75%. Anche l’habitat ove questa specie è solita nidificare è stato ugualmente influenzato dall’uomo, in quanto in molte aree le mangrovie sono state distrutte per fare spazio a strutture turistiche e ad allevamenti di gamberetti. Inoltre in Florida gli alberi avvelenati (Metopium toxiferum), una delle principali fonti di cibo per il piccione, sono stati rimossi in quanto possono causare gravi dermatiti (rash cutaneo) negli esseri umani.
Un'altra minaccia che il piccione capobianco deve fronteggiare è la caccia. Esso è considerato una preda rinomata in gran parte del suo areale, e sebbene alle Bahamas sia ormai illegale dargli la caccia, continuano ad avere luogo uccisioni illegali. Tra le altre minacce ricordiamo le collisioni con strutture artificiali, una delle principali cause di mortalità in Florida, e l’utilizzo di pesticidi su molte isole dei Caraibi.